# James MacDonough
James MacDonough (ur. 3 kwietnia 1970 w Jacksonville w stanie Floryda) – amerykański muzyk, kompozytor i instrumentalista, basista. MacDonough znany jest ze współpracy z takimi grupami muzycznymi jak Iced Earth, Strapping Young Lad, Mad Axe, Nevermore, Prodigy oraz Megadeth.

## Dyskografia
Iced Earth
- Days of Purgatory (1997)
- Something Wicked This Way Comes (1998)
- The Melancholy E.P. (1999)
- Alive in Athens (1999)
- Dark Genesis (2001)
- Tribute to the Gods (2002)
- The Reckoning (2003)
- The Glorious Burden (2004)

Megadeth
- Arsenal of Megadeth (DVD, 2006)
- That One Night: Live in Buenos Aires (CD/DVD, 2007)